# Dumitru Felician Lăzăroiu
Dumitru Felician Lăzăroiu (n. 19 ianuarie 1926, Ploiești – d. 26 septembrie 2018, Paris) a fost un inventator, inginer și profesor universitar român.

## Biografie
Dumitru Felician Lăzăroiu s-a născut la data de 19 ianuarie 1926 în Ploiești, Județul Prahova, fiul lui Dumitru și Vasilica Lăzăroiu. S-a căsătorit cu Céline Varenne (medic și poet) cu care a avut doi copii.

### Studii
A absolvit în anul 1949 Facultatea de electromecanică, Secția Electrotehnică la Institutul Politehnic din București, după ce i-a avut ca profesori pe academicienii C. Budeanu, I. S. Gheorghiu, A. Avramescu. A obținut titlul de doctor în 1969 la aceeași facultate, pentru ca în 1995, la Paris, să devină Inginer European (Euring), diplomă acordată de FEANI.

### Stagii și specializări diverse
- Proiectarea, tehnologia și fabricația mașinilor și echipamentelor electrice - Moscova, 1950
- Componente electronice – Budapesta, 1959
- Componente și aparatură electronică : Thomson-CSF - Franța și Italia, 1962 ;
- Matsushita -  Japonia, 1964
- Aparatură de imagerie medicală electronică: Paris; Montpellier - Franța; Haifa - Israel ; Chicago, New York – U.S.A. - 1985/2000
- Managementul calității, certificarea europeană, auditul sistemelor: Paris (AFNOR, LCIE, AFAQ, CSP) și Bruxelles (CEN-CENELEC) - 1990/2001
- Studiul limbilor străine, cu certificate de traducător în română, prin Ministerul Culturii din București, din: franceză, engleză, rusă, germană și italiană

## Istoricul carierei

### În învățământul superior
Între anii 1950-1955 a fost Asistent la Institutul Politehnic (Universitatea Politehnică) București, ord. Min. 10066/21 ianuarie 1950, succesiv la disciplinele: Aparate electrocalorice,  Tracțiune electrică, șef de catedră acad. Martin Bercovici, Mașini electrice, Tehnologia mașinilor și aparatelor electrice, șef de catedră acad. I. S. Gheorghiu.
În 1955 a fost demis din învățământ, din dispoziția Securității. Între anii 1956-1964 a fost Șef de lucrări la Universitatea Politehnică București, ord. Min. 1852/octombrie 1956, la disciplinele: Tehnologia mașinilor și aparatelor electrice,  învățământ tehnico-economic, șef de catedră acad. I. S. Gheorghiu. Între anii 1964-1974: conferențiar la Universitatea Politehnică București, prin ord. Min. 2493/4 mai 1964, la disciplinele: Tehnologia fabricației mașinilor și aparatelor electrice, Tehnologia fabricației aparaturii de automatizare. Între 1973-1982 a fost numit conducător științific la doctorat în domeniul fiabilității elementelor și sistemelor, ord. Min. 102066/26 februarie 1973 - la Universitatea Politehnică București. În perioada 1974-1982 a fost Profesor universitar titular la Universitatea Politehnică București, Facultatea de automatică, ord. Min. 723/7 august 1974, la disciplinele: Tehnologia și fiabilitatea  echipamentelor de automatizare, Teoria sistemelor automate. 
Între 1975-1983 a realizat contracte de cercetare cu industria, în : fiabilitate, servomotoare disc cu circuite imprimate sau ștanțate, standardizare internațională, controlul calității conform standardelor UL / USA (ca reprezentant în România al acestui organism). A fost demis în 1982  din învățământ de regimul totalitar comunist pentru motive politice  și a plecat în Franța. Repatriat în 1990, a fost reintegrat ca profesor universitar la Universitatea Politehnică București, Fac. Automatică, prin ordin nr. 7577/5 aprilie 1990 al Ministrului Învățământului, Mihai Șora.
Totuși, a preferat să-și continue activitatea profesională în Franța deoarece a simțit că atmosfera generală din România nu s-a schimbat.

### În industrie
În paralel cu activitatea din învățământul superior, în perioada 1949-1972 și apoi 1982-1983, a activat în industria electrotehnică, electronică și a echipamentelor de automatizare, în proiectare, cercetare și management.
Între 1949 și 1951 a lucrat la Institutul de Studii și Proiectări Energetice (ISPE) - București ca proiectant de rețele și stații de distribuție de înaltă și medie tensiune, iar în perioada 1951-1958 la Întreprinderea de Mașini electrice (IMEB) - București, succesiv, ca: șeful serviciului de studii, proiectant șef, inginer șef adjunct de concepție, șeful serviciului tehnologic, în domeniul mașinilor și aparatelor electrice de  curent continuu și alternativ, concepute și fabricate întâia oară în România pentru: tracțiune electrică, instalații miniere, echipamente metalurgice și de ridicat, generatoare IF.
În 1955 a fost retrogradat, din dispoziția Ministerului Securității Statului și i s-a ridicat pașaportul. Între anii 1958-1964 a activat la Întreprinderea "Electronica" - București, ca director, transformând o modestă fabrică (Radio Popular) în prima întreprindere electronică modernă din țară – Uzinele Electronica, (ce a servit drept pivot al noii industrii electronice) cu sectoarele: componente electronice (devenit ulterior IPRS-Băneasa); aparate de radio cu tuburi și tranzistoare; televizoare cu tuburi și tranzistoare; aparatură electronică militară, toate fabricate pentru prima oară în România, sau în colaborare tehnologică cu întreprinderi din Franța, Japonia, Ungaria, Republica Cehă, Polonia și Rusia.
În perioada 1964-1969 a lucrat la Institutul de Cercetări și Proiectări pentru Industria Electrotehnică (ICPE) - București, ca cercetător și director adjunct științific, apoi director. Cercetări personale și publicații în domeniile: servomotoare disc; fiabilitate; izolații electrice; protecție climatică; zgomotul mașinilor și transformatoarelor electrice; traductoare în automatizări și mașini-unelte cu comandă program. 
Au fost create în această perioadă, cu sectoare întregi desprinse din ICPE: Institutul de Cercetări Electronice; Institutul de Proiectări Uzine pentru Industria  Electrotehnică;
După demiterea din învățământ din 1982 a fost repartizat ca inginer principal la Întreprinderea de Aparate și Unicate pentru Cercetare (IAUC) - București, până la obținerea pașaportului de emigrare.

### După stabilirea în Franța
În 1984 a devenit cercetător la Electricité de France - Direction de Recherches, pentru ca în perioada 1985-1995 să fie angajat la ELSCINT-France, societate internațională de electronică medicală, ca cercetător în fiabilitate și apoi manager al calității (controlul calității producției, fiabilizarea echipamentelor, implementarea sistemului de calitate ISO și europeană EN, precum și certificarea echipamentelor în acord cu standardele franceze (FN) și americane (UL) în domeniul imageriei medicale, inclusiv ISO 9000 + EN 46000).  
În 1995 a fost înregistrat la Bruxelles ca expert Phare/Tacis (N° FRA-20263) pentru asistența acordată de Uniunea Europeană țărilor din Europa de Est, conform cu programele Phare/Tacis; 
Din 1996 a fost numit consultant tehnico-științific în: fiabilitate și disponibilitate; managementul calității; certificare; formare și audit; calitate; mediu ambiant; asigurarea calității; expertiza în conformitate europeană - în particular în imagistică medicală (contracte cu Elscint-France, Picker International-France, Marconi Medical Systems-France etc. pentru crearea sistemelor de calitate și certificarea întreprinderilor cf. ISO 9000 + EN 46000)

## Alte activități profesionale în România
- 1968-1984: Secretarul Comitetului Electrotehnic Român, membru al CEI;
- 1972-1976: Membru al Biroului Consiliului Național al Inginerilor și Tehnicienilor (CNIT); responsabil al secției Electrotehnică, Electronică și  Automatică;
- 1972-1979: Activități și studii în cadrul UNESCO - Centrul European pentru Învățământul Superior. Idem pentru BIT (Biroul Internațional al Muncii-Geneva);
- 1980-1983: Reprezentant al  laboratoarelor Underwriters Laboratories (S.U.A.) în România, ca inspector al mărcii de calitate « UL »  pentru produsele industriale românești exportate în USA, ca: echipamente de calcul Rom Control Data – București; electromotoare Electromotor - Timișoara.
- 1993-2017: Auditor-șef al SRAC-București pentru  sisteme ale managementului de calitate (ISO și alte referențiale).

## Misiuni oficiale efectuate în România după anul 1990
- 1990 ianuarie: Misiune de ajutorare a României împreună cu miniștrii francezi Alain Decaux (M. Francofoniei), cu 100.000 de cărți pentru studenți și Bernard Kouchner (M. Sănătății), cu numeroase ajutoare medicale;
- 1990-1992: Asistență în probleme de asigurarea calității și certificare europeană a produselor și întreprinderilor; cu Ministerul Cercetării și Tehnologiei (MCT), Ministerul Industriei și ICPE;
- 1992-1995: Misiuni ONU/PNUD - Program TOKTEN în asigurarea calității și certificarea produselor și întreprinderilor pentru integrarea europeană, realizat cu MCT și alte ministere cu caracter tehnico-economic;
- 1992-1999: Asistență în crearea sistemului național al calității, în cadrul integrării europene, cu MCT, ICPE și Comitetul Român CEI, ca expert Phare/Tacis;
- 1993-2017: Audit și Certificări internaționale CEI, ISO 9000 etc. (între care ALCATEL – Timișoara, ICPE, FEA etc.).

## Publicații
- Articole și comunicări tehnico-științifice (singur sau în colaborare) între 1952 și 2006.

Peste 130 articole și comunicări tehnico-științifice, publicate în țară și în străinătate, dintre care în: Comptes-rendus de CIGRE; Travaux d’IFAC; Travaux d’IMEKO; Transactions of IEEE on Reliability (USA); Buletinul de comunicări ICPE; Revista de Energetică a Academiei Române; Revista Electrotehnică; Electronică și Telecomunicații; Revista Electrotehnică-Electronică-Automatică; Revista Calitatea etc.; culegeri de comunicări ale unor congrese și conferințe de specialitate (NATO etc.) 
- 26 de cărți (singur sau cu colaboratori) în domeniile următoare - ANEXA 1:

Mașini electrice; Componente electronice; Aparatură electronică; Tehnologia fabricației în electrotehnică, electronică și automatică; Fiabilitatea și calitatea componentelor și sistemelor, inclusiv a sistemelor de calcul; Teoria sistemelor automate. Dintre acestea, 2 cări au fost traduse de edituri din străinătate, în formă completată: una la Berlin - Verlag Technik, 1976 (Elektrische Maschinen kleiner Leistung) și alta la Moscova - Izdatel’stvo Energhia, 1973 (Sum elektriceskih masin i transformatorov). NOTĂ: La data cererii de emigrare, avea sub tipar, la două edituri, două cărți scrise împreună cu colaboratori. La solicitarea expresă a cestor edituri (Ed. Tehnică și Ed. Didactică și Pedagogică), a trebuit să aleagă: sau topirea lucrărilor în curs de tipărire, sau retragerea semnăturii, conform dispozițiilor CC al PCR; a acceptat a doua soluție, pentru a nu prejudicia interesele studenților și ale colaboratorilor. În 1990, cele două edituri au publicat rectificarea respectivă, în sensul certificării participării lui la scrierea lucrărilor respective ca autor și coordonator al celor 2 volume, precizând și condițiile represive politice în care măsura le-a fost impusă de autoritățile din acel timp.

## Brevete și invenții
Deține 9 brevete (cu colaboratori), cea mai mare parte în domeniul servomotoarelor pentru acționări automatizate (cu întrefier axial și rotor disc), înregistrate de asemenea în: Franța, S.U.A., Germania, Japonia. Unele dintre acestea au obținut Medalia de aur la Târgul de Invenții Internațional din Caen (medalia de aur) în 1972 și Genova în 1981 (medalia de argint). 
Pe această bază s-a organizat o producție exportată în R.F. Germania în valoare de 20 milioane DM.

## Activitate civică
- în emigrație, începând din 1985, în cadrul unor asociații non-guvernamentale cu activitate împotriva comunismului și antisemitismului, pentru restabilirea democrației în România;
- în „Uniunea Mondială a Românilor Liberi (UMRL)” cu d-nii Ion Rațiu (Londra) și Doru Novacovici (Paris), cum și în „Congresul Mondial Românesc (CMR)” cu d-l prof. Tudor Bompa (Canada).
- în publicații cu caracter civic, începând din 1985: Revista Lupta - Paris, Revista Românul Liber - Londra, Paris și București, Revista 22 – București.

## Premii și distincții
1. Premiul «Traian Vuia» al Academiei Române, 1974;
2. Diplôme Médaille d’Or – Târgul internațional de invenții din Caen, 1972;
3. Ordinul iordanian: Grand Officer of the order of Al-Istiqlal (Libertatea), 1975;
4. Diploma médaille d’argent – Târgul internațional de invenții din Genova, 1981;
5. New Century Award / The Europe 500 Baron’s, S.U.A., 2000.

## Mențiuni în dicționare și anuare naționale și internaționale
- Who’s Who - Dicționarul specialiștilor în știință și tehnică românească, Editura Tehnică, București, edițiile 1996 și 2000
- 500 Distinguished Professors of the BWW Society IAPGS – BWW, California, 2003
- Annuaires des Eurings, 1995.

## Asociații
- 1949 – Membru în AGIR
- 1958 – Membru în ASIT
- 1964 – Membru al CEI
- 1968 – Membru al CIGRE
- 1969 – Membru în Academia Oamenilor de Știință din România
- 1984 – Membru al Association des Ingénieurs et des Scientifiques de France
- 1991 – Membre d’honneur de L’Ordre de Malte
- 1995 – Membru al New York Academy of Sciences
- 2001 – Membru al American Association for the Advancement of Science